# 迈杰里桥
迈杰里桥（匈牙利語：Megyeri híd）是匈牙利首都布达佩斯的一座斜拉桥, 横跨多瑙河，将城市的东西岸的布达和佩斯连接起来，M0公路从桥上通过。 
大桥造价为630亿匈牙利福林（约合3亿美元），于2008年9月30日正式开始通车。由于桥周围的郊区城市之间的分歧，匈牙利国家交通管理局只签发临时许可证。这座桥梁的命名进行了投票，美国喜剧演员斯蒂芬·科尔伯特和乔恩·斯图尔特胜出，结果引起争议，并受到媒体的关注。